# عبد الهادي العراقي
عبد الهادي العراقي،  (21 سبتمبر 1961-) واسمه الأصلي «نشوان عبد الرزاق عبد الباقي» من كبار أعضاء تنظيم القاعدة، هو الآن معتقل في معتقل غوانتانامو الأمريكي في كوبا. ولد سنة 1961 بالموصل شمال العراق. يعتبر أحد أبرز عناصر تنظيم القاعدة. وعضو مجلس شورى المجاهدين في العراق.

## نشأته
ولد عبد الهادي العراقي في شمال الموصل في عام 1961، ويتحدث العربية، والأردية، والكردية، والبشتوية وبعض من الفارسية، خدم في الجيش العراقي وتمت ترقيته إلى رائد، وشارك في الحرب العراقية الإيرانية في الثمانينات قبل أن يشترك في نشاطات الجماعات الإسلامية في مدن شمال العراق في ذلك الوقت. ثم سافر إلى أفغانستان لصد الغزو السوفيتي. وقاتل مع جماعة عبد رب الرسول سياف.

## الاعتقال
في 27 أبريل 2007، تم الإعلان عن وجود عبد الهادي العراقي في معتقل غوانتانامو. حيث اعتقل من قبل وكالة المخابرات المركزية الأمريكية، بينما ذكرت هيئة الإذاعة البريطانية أنه اعتقل «في أواخر العام السابق» أي عام 2006.